# 泉州公交K604路
泉州公交K604路是中华人民共和国泉州市境内的一条公共交通线路，原名801路，全程33公里。起讫点为五中城东校区至福厦高铁泉州南站，运营时间为五中城东校区：5:00-22:05；福厦高铁泉州南站：6:44-23:20

## 历史
- 2006年8月18日，泉州市市政公用事业局举行公交线路特许经营权招标大会。
- 2006年8月21日，由泉州公交发展有限公司（公交集团前身）获得801（现K604路）特许经营权[2]
- 2006年11月1日，801路正式开通。初期运营区间为云山公交站-晋江SM广场。初期使用车辆为亚星JS6101G2H
- 2006年11月23日，801路两部营运车辆于德泰路口遭到挂靠泉州汽运的客运班车围堵[3]
- 2010年7月9日，801路一部营运车辆行驶至泉秀街口站时，因气温过高发生车辆自燃，所幸扑救及时，无人员伤亡[4]
- 2011年2月17日，因津淮高架桥施工需要[5]，801路取消途经坪山路，改为至云谷公交站始发终到
- 2011年6月1日，801路开始启用无人售票模式[6]
- 2012年1月1日，801路更换为18部申龙SLK6905UF53型柴油城市客车[7]
- 2012年7月8日，因宝洲街、泉秀路、温陵南路取消道路单行限制，801路取消经停泉州汽车站、中医院。往晋江方向改为停靠宏昌宾馆站[8]
- 2012年11月，801路由一分公司（后更名为江南公司）转为隶属于四分公司（后更名为城东公司）
- 2013年4月24日，801路闽CYA683号车于桥南立交桥匝道，因躲闪逆行三轮车冲出匝道，造成车辆损毁严重，多名乘客受伤[9]
- 2014年11月，K604路接手并增加3路、26路退下的4部FZ6890UF3G3型柴油空调公交车，配车数增加至22部
- 2015年1月25日，应泉州市交通委关于《环泉州湾公交发展规划》的要求，泉州公交发展有限公司将801路更名为K604路[10]
- 2015年12月，K604路接手并增加自24路、26路、601路退下的7部福达FZ6890UF3G3型柴油空调公交车，总配车数达到29部
- 2017年4月，因更换55路车型的需要，调拨K604路5部FZ6890UF3G3至55路，自此K604路配车数降至24部
- 2016年2月22日，因双沟村委站离临近灯控路口过近造成出站困难，泉州公交取消K604路停靠该站[11]
- 2018年4月15日，K604路退下18部SLK6905UF53，并更换为自27路退下的13部西虎QAC6100HEVG8型柴油插电式混合动力空调客车和自K205路等线路退下的3部FZ6890UF3G3，总配车数降至22部
- 2018年6月1日，K604路全线更换为32部金旅XML6855JEVW0C型空调电动巴士，并退下13部QAC6100HEVG8和9部FZ6890UF3G3
- 2018年10月8日，K604路取消途径公交云谷站、丰冠路，改为途径安吉路、毓才街至五中城东校区始发终到。运营时间不变[12]
- 2020年1月27日，为配合晋江市交通局关于新型冠状病毒肺炎防控要求。K604路自当日14:00起暂停运行至2月16日。[13]
- 2020年2月17日，K604路恢复运营。
- 2020年2月26日，K604路闽CYG852号车于城东公交场站内部与K308路闽CYF100号车发生相撞事故。造成闽CYG852车头受损，该车龚姓司机于事发后潜逃至今，城东公司则对该司机予以开除处理。[14]
- 2021年2月7日，K604路闽CYF262号车于双龙路双沟桥附近追尾一部大货车，造成该车前部受碰撞后电路短路起火，车头部分烧毁及损坏。
- 2021年6月23日，因原SM公交站停用。自该日起K604路改为至晋江老年大学始发终到。SM广场上下车点位改为华泰小区站。[15]
- 2021年6月25日，自该日起K604路双向增加停靠老年大学城东校区站。同时因东星站站点位置迁移，原有北上方向东星站更名为山海路口站并单向停靠。运营时间、票价不变。[16]
- 2021年10月13日，因泉州大桥加固施工封闭半幅车道，K604路往晋江老年大学方向临时取消途径泉州大桥。单向改为途径温陵南路、义全街、顺济新桥、南迎宾大道至华洲后原线行驶，其余不变。[17]
- 2022年1月11日，泉州大桥恢复双向通车，K604路自该日起取消途径温陵南路、义全街、顺济新桥、南迎宾大道，双向恢复途径泉州大桥。[18]
- 2022年3月15日，因疫情防控工作需要，K604路自该日起暂停运营至4月21日。[19]
- 2022年4月22日，K604路恢复运营。[20]
- 2022年5月，K604路接手并更换自601路等线路退下的8部大金龙XMQ6802AGBEVL2型空调电动巴士。原配车辆转入机动使用。
- 2023年11月17日，K604路自该日起取消途径晋江SM广场、华泰小区、晋安年检站、艾派、拥军路口、世纪公园。改为途径和平南路、社马路、灵石路、国际企业大道、站前一路至福厦高铁泉州南站始发终到。运营时间调整为五中城东校区5:30-22:05、福厦高铁泉州南站6:50-23:20。票价调整为分段计价¥4.0/人，里程数由23.4公里增加至33公里。[21][22]
- 2023年12月22日，泉州市发改委批复K604路新票价规则。[23]
- 2024年3月30日，自该日起K604路五中城东校区首班由5:30提前至5:00，福厦高铁泉州南站首班由6:50提前至6:44发车，其它不变。[24]
- 2024年12月6日，因和平南路长兴路口最右侧直行车道变为左转车道，自该日起K604路往五中城东校区方向取消停靠世纪公园东门站。

## 站点
| 路线 | 路线 | 路线 | 所在地区、街道 | 所在地区、街道 | 站点名            | 备注                    |
| ---- | ---- | ---- | -------------- | -------------- | ----------------- | ----------------------- |
|      |      |      | 丰泽区         | 毓才街         | 五中城东校区      | 起讫站                  |
|      |      |      | 丰泽区         | 毓才街         | 老年大学城东校区  |                         |
|      |      |      | 丰泽区         | 安吉路         | 东星              |                         |
|      |      |      | 丰泽区         | 安吉路         | 边防小区          | 原名 坪山洞东侧         |
|      |      |      | 丰泽区         | 丰泽街         | 公交大厦          |                         |
|      |      |      | 丰泽区         | 丰泽街         | 人民医院          | 人民保险                |
|      |      |      | 丰泽区         | 刺桐北路       | 东方银座（↓）     | 丰泽街口（↑）           |
|      |      |      | 丰泽区         | 刺桐北路       | 刺桐公园          | 本站仅停靠下行方向      |
|      |      |      | 丰泽区         | 刺桐南路       | 东美街口          | 下行方向站点原名 迪克斯 |
|      |      |      | 丰泽区         | 刺桐南路       | 泉秀街口（↓）     | 公路一公司（↑）         |
|      |      |      | 丰泽区         | 刺桐南路       | 泉州电信公司（↓） | 刺桐南路中段（↑）       |
|      |      |      | 丰泽区         | 刺桐南路       | 正骨医院（↓）     | 丰泽交警大队（↑）       |
|      |      |      | 丰泽区         | 宝洲街         | 宝洲街中段        |                         |
|      |      |      | 丰泽区         | 宝洲街         | 浦西村口          |                         |
|      |      |      | 丰泽区         | 宝洲街         | 东南医院          |                         |
|      |      |      | 丰泽区         | 宝洲街         | 宝洲街西段        | 分段点 原名 宏昌宾馆    |
|      |      |      | 晋江市         | 泉安北路       | 华洲家装市场      | 原名 华洲               |
|      |      |      | 晋江市         | 泉安北路       | 华洲              | 原名 华洲水果市场       |
|      |      |      | 晋江市         | 泉安北路       | 安踏鞋业          | 原名 安踏               |
|      |      |      | 晋江市         | 泉安北路       | 东山              |                         |
|      |      |      | 晋江市         | 泉安北路       | 浯潭              |                         |
|      |      |      | 晋江市         | 泉安北路       | 池店              |                         |
|      |      |      | 晋江市         | 泉安北路       | 新店              | ↓                       |
|      |      |      | 晋江市         | 泉安北路       | 迎宾广场          |                         |
|      |      |      | 晋江市         | 泉安北路       | 龙湖嘉天下        | 原名 陈塘               |
|      |      |      | 晋江市         | 泉安北路       | 双沟桥头          | 分段点                  |
|      |      |      | 晋江市         | 和平北路       | 宝龙社区          | 原名 宝龙酒店           |
|      |      |      | 晋江市         | 和平北路       | 赤西路口          |                         |
|      |      |      | 晋江市         | 和平北路       | 苏厝              |                         |
|      |      |      | 晋江市         | 和平中路       | 鞋都电商园        | ↓ 原名 沟头             |
|      |      |      | 晋江市         | 和平中路       | 青华新村          |                         |
|      |      |      | 晋江市         | 和平中路       | 青华环岛          |                         |
|      |      |      | 晋江市         | 和平中路       | 阳光酒店          |                         |
|      |      |      | 晋江市         | 和平中路       | 阳光天桥          | 时代广场                |
|      |      |      | 晋江市         | 和平中路       | 空港商旅大厦      | 原名 厦航大厦           |
|      |      |      | 晋江市         | 和平中路       | 晋江机场路口      |                         |
|      |      |      | 晋江市         | 和平中路       | 和平国际广场      |                         |
|      |      |      | 晋江市         | 和平中路       | 高霞路口          |                         |
|      |      |      | 晋江市         | 和平中路       | 晋江公安局        |                         |
|      |      |      | 晋江市         | 和平南路       | 世纪公园东门      | ↓                       |
|      |      |      | 晋江市         | 和平南路       | 缺塘              |                         |
|      |      |      | 晋江市         | 和平南路       | 兰峰小区          | 分段点                  |
|      |      |      | 晋江市         | 和平南路       | 华泰国际新城      |                         |
|      |      |      | 晋江市         | 和平南路       | 小沿塘            |                         |
|      |      |      | 晋江市         | 和平南路       | 山仔村委          |                         |
|      |      |      | 晋江市         | 社马路         | 山仔              | 晋江看守所              |
|      |      |      | 晋江市         | 社马路         | 梧垵              |                         |
|      |      |      | 晋江市         | 社马路         | 华丰物流          |                         |
|      |      |      | 晋江市         | 社马路         | 大梧塘            |                         |
|      |      |      | 晋江市         | 灵石路         | 沪坑              |                         |
|      |      |      | 晋江市         | 灵石路         | 山前路口          |                         |
|      |      |      | 晋江市         | 灵石路         | 山前村西区        |                         |
|      |      |      | 晋江市         | 站前一路       | 福厦高铁泉州南站  | 起讫站                  |

## 票价
K604路为分段计价，全程票价¥4.0。其中：
- 五中城东校区至宝洲街西段：1元/人
- 宝洲街西段至双沟桥头：1元/人
- 双沟桥头至兰峰小区：1元/人
- 兰峰小区至福厦高铁泉州南站：1元/人
- 泉通卡普通卡9折，月票卡优惠无效。敬老卡、爱心卡有效
- 可使用泉城通或支付宝、云闪付、微信乘车码支付

## 配车
K604路配车数总计20部，其中：
- 金旅XML6855JEVW0C 12部
- 大金龙XMQ6802AGBEVL2 8部

- 亚星JS6101G2H
（2006.11 - 2011.12）
- 申龙SLK6905UF53
（2011.12 - 2018.4）
- 福达FZ6890UF3G3
（2014.11 - 2018.5）
- 西虎QAC6100HEVG8
（2018.4 - 2018.5）
- 金旅XML6855JEVW0C
（2018.5 - ）
- 大金龙XMQ6802AGBEVL2
（2022.5 - ）

## 相关
- 泉州公交线路列表